# Parigi-Bruxelles 1965
La Parigi-Bruxelles 1965, cinquantunesima edizione della corsa, si svolse il 25 aprile 1965 su un percorso di 286 km, con partenza da Parigi e arrivo a Bruxelles. Fu vinta dal belga Ward Sels della Solo-Superia davanti ai suoi connazionali Roger Verheyden e Willy Bocklant.

## Ordine d'arrivo (Top 10)
| Pos. | Corridore        | Squadra                  | Tempo    |
| ---- | ---------------- | ------------------------ | -------- |
| 1    | Ward Sels        | Solo-Superia             | 6h48'28" |
| 2    | Roger Verheyden  | Lamot-Libertas           | s.t.     |
| 3    | Willy Bocklant   | Flandria-Roméo           | a 4"     |
| 4    | Victor Van Schil | Mercier-BP-Hutchinson    | a 8"     |
| 5    | Gustaaf De Smet  | Wiel's-Groene Leeuw      | s.t.     |
| 6    | Jos Huysmans     | Dr. Mann                 | s.t.     |
| 7    | Willy Monty      | Pelforth-Sauvage-Lejeune | s.t.     |
| 8    | Carmine Preziosi | Pelforth-Sauvage-Lejeune | s.t.     |
| 9    | Frans Verbeeck   | Wiel's-Groene Leeuw      | s.t.     |
| 10   | Cees Lute        | Ford France-Gitane       | s.t.     |